# Europapokal der Landesmeister (Handball) 1967/68
Der Europapokal der Landesmeister 1967/68 war die neunte Austragung dieses Wettbewerbs. Zum ersten Mal konnte der rumänische Club Steaua Bukarest den Pokal gewinnen.

## 1. Runde
|                      | Gesamt |                            | Hinspiel | Rückspiel |
| -------------------- | ------ | -------------------------- | -------- | --------- |
| SC Dynamo Berlin     | 49:46  | HG Kopenhagen              | 29:22    | 20:24     |
| VIF G.Dimitrov Sofia | 22:16  | VC Arnheim                 | 15:07    | 07:09     |
| BM Granollers        | 48:31  | Progrès HC Seraing         | 34:19    | 14:12     |
| WKS Śląsk Wrocław    | 45:32  | ATV Basel                  | 20:07    | 25:25     |
| Fram Reykjavík       | 25:40  | Partizan Bjelovar          | 16:16    | 09:24     |
| Honvéd Budapest      | 54:36  | Vikingarnas IF Helsingborg | 34:18    | 20:18     |

HB Dudelange, Steaua Bukarest, VfL Gummersbach, SMUC Marseille, Rapid Wien, UK-51 Helsinki, Sporting Lissabon, Hapoel Petah Tikwa, IK Fredensborg Oslo und Dukla Prag hatten Freilose und zogen direkt in die zweite Runde ein.

## 2. Runde
|                     | Gesamt |                      | Hinspiel | Rückspiel |
| ------------------- | ------ | -------------------- | -------- | --------- |
| HB Dudelange        | 24:66  | Steaua Bukarest      | 10:29    | 14:37     |
| VfL Gummersbach     | 37:21  | SMUC Marseille       | 18:08    | 19:13     |
| Rapid Wien          | 22:67  | SC Dynamo Berlin     | 11:30    | 11:37     |
| UK-51 Helsinki      | 44:33  | VIF G.Dimitrov Sofia | 29:15    | 15:18     |
| BM Granollers       | 42:36  | Sporting Lissabon    | 26:16    | 16:20     |
| WKS Śląsk Wrocław   | 30:56  | Partizan Bjelovar    | 16:24    | 14:32     |
| IK Fredensborg Oslo | 38:25  | Hapoel Petah Tikwa   | 17:16    | 21:09     |
| Honvéd Budapest     | 34:43  | Dukla Prag           | 22:18    | 12:25     |

## Viertelfinale
|                     | Gesamt |                 | Hinspiel | Rückspiel |
| ------------------- | ------ | --------------- | -------- | --------- |
| Steaua Bukarest     | 29:22  | VfL Gummersbach | 15:09    | 14:13     |
| SC Dynamo Berlin    | 59:39  | UK-51 Helsinki  | 29:17    | 30:22     |
| Partizan Bjelovar   | 60:29  | BM Granollers   | 36:13    | 24:16     |
| IK Fredensborg Oslo | 29:45  | Dukla Prag      | 19:21    | 10:24     |

## Halbfinale
|                  | Gesamt |                   | Hinspiel | Rückspiel |
| ---------------- | ------ | ----------------- | -------- | --------- |
| SC Dynamo Berlin | 28:31  | Steaua Bukarest   | 16:15    | 12:16     |
| Dukla Prag       | 34:33  | Partizan Bjelovar | 25:16    | 09:17     |

## Finale
Das Finale wurde in einem Spiel in Frankfurt am Main ausgetragen.
|                 | Ergebnis |            |
| --------------- | -------- | ---------- |
| Steaua Bukarest | 13:11    | Dukla Prag |

## Siegermannschaft
| Steaua Bukarest |
| Alexandru Dincă Cornel Oțelea (Kapitän) Ioan Belu Gheorghe Gruia Iosif Iacob Gheorghe Goran Dan Roșescu Mihail Marinescu Dan Alboaica Ion Popescu Cristian Dieter Olimpiu Savu |
| Octavian Nițescu (Trainer) |